# Gerhard Weiss
Gerhard Weiss (* 30. Juli 1919 in Erfurt; † 7. Januar 1986 in Ost-Berlin) war Stellvertreter des Vorsitzenden des Ministerrates und Ständiger Vertreter der DDR im Rat für gegenseitige Wirtschaftshilfe (RGW).

## Leben
Weiss war der Sohn eines Angestellten, besuchte die Oberrealschule, war HJ-Mitglied und absolvierte 1935 bis 1937 eine kaufmännische Lehre. Er arbeitete dann in der Exportabteilung einer Papierfirma.
Ab 1939 leistete Weiss als Unteroffizier Kriegsdienst, war ab 1943 in sowjetischer Gefangenschaft und besuchte eine Antifa-Schule in Krasnogorsk.
1948 kehrte er nach Deutschland zurück, wurde Mitglied der SED und war 1949 bis 1951 Hauptabteilungsleiter im Ministerium für Wirtschaft des Landes Thüringen. 1950 bis 1954 absolvierte er ein Fernstudium an der Deutschen Akademie für Staats- und Rechtswissenschaft (DASR), wurde Diplomökonom und war 1951 bis 1954 Hauptabteilungsleiter im Ministerium für Außen- und Innerdeutschen Handel. 1954 bis 1965 war er dort stellvertretender Minister, promovierte 1965 zum Dr. rer. oec. und war ab 1965 stellvertretender Vorsitzender des Ministerrates. Zugleich war er von 1967 bis zu seinem Tod 1986 Ständiger Vertreter der DDR beim Rat für Gegenseitige Wirtschaftshilfe in Moskau, in der gleichen Zeit auch Abgeordneter der Volkskammer und ab 1967 Kandidat bzw. 1976 bis 1986 Mitglied des ZK der SED.

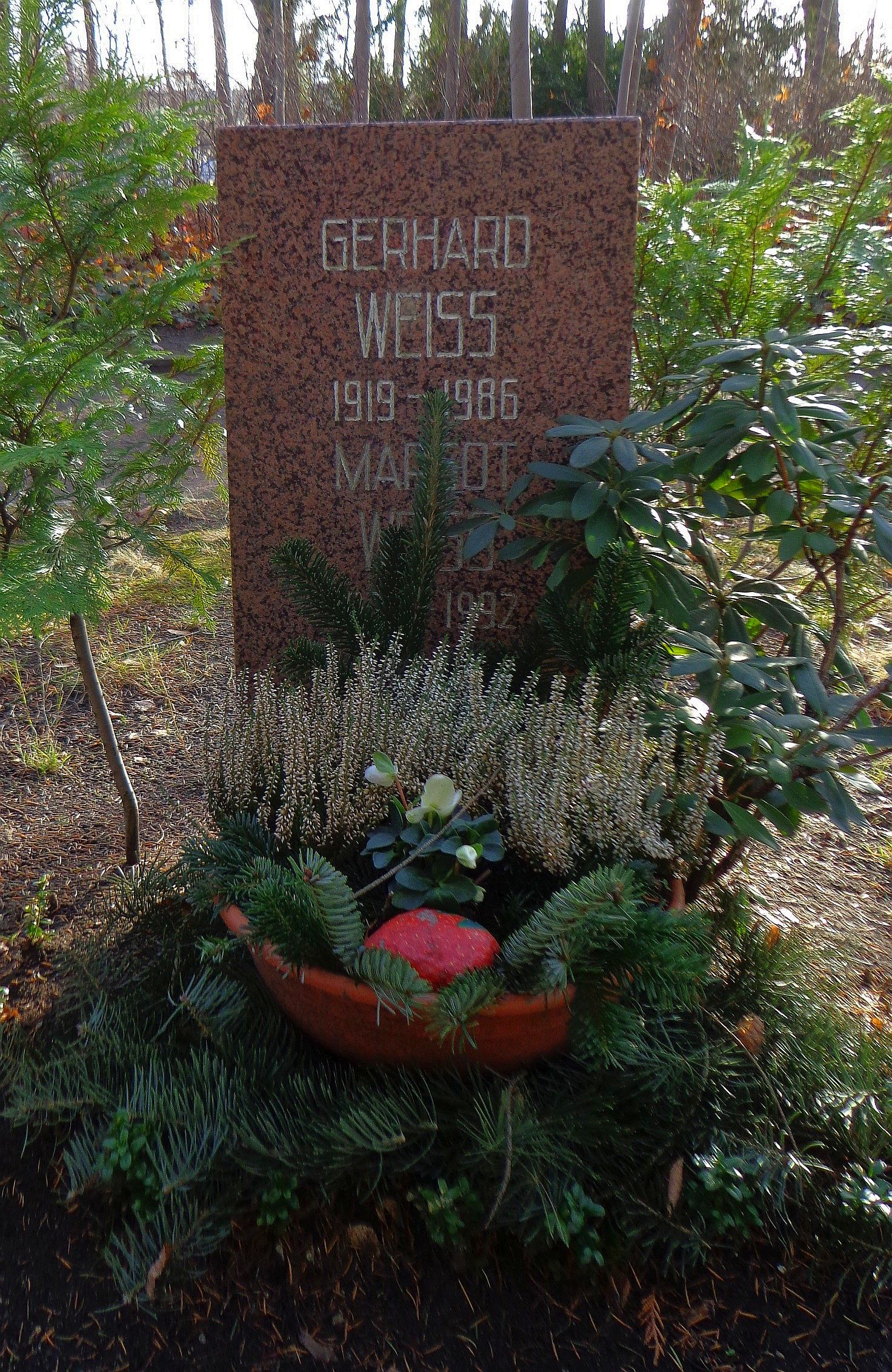
Grabstätte

Neben der Verdienstmedaille der DDR erhielt Weiss 1959 den Vaterländischen Verdienstorden (VVO) in Bronze, 1969 den Orden „Banner der Arbeit“, 1976 den VVO in Gold sowie 1979 die Ehrenspange zum VVO in Gold. 1984 wurde er mit dem Karl-Marx-Orden geehrt. Im selben Jahr erhielt er die Ehrendoktorwürde der Karl-Marx-Universität Leipzig.
Er wurde in der Grabanlage Pergolenweg des Zentralfriedhofs Friedrichsfelde in Berlin beigesetzt.